# Enseigne de barbier

Exemple d'enseigne de barbier, virtuelle et rotative.

Une enseigne de barbier, enseigne de coiffeur ou (non recommandé) poteau de barbier, est un symbole commercial signalant au public la présence d'un salon de coiffure pour hommes, principalement aux États-Unis et dans d'autres pays de culture anglo-saxonne.

## Présentation
L'enseigne se présente sous la forme d'un poteau marqué de bandes en spirales bleues, blanches et rouges (voir note). Ce poteau, réel ou artificiel, est rotatif ou non.

### Historique
Dans l'Europe médiévale, les barbiers étaient parfois amenés à utiliser leurs instruments à d'autres fins que la coupe des cheveux ou la taille de la barbe. Ils pratiquaient également des saignées, de petites opérations de chirurgie ou des arrachages de dents.
Le poteau (généralement peint en bleu), signalant au public leur établissement, symbolisait le bâton que le patient devait serrer pour rendre ses veines saillantes. Les bandages ayant servi à recueillir le sang pouvaient y être exposés et enroulés, pour sécher ou attirer l'attention.
L'enseigne tricolore reprend ainsi de nos jours les trois couleurs : bleu pour les veines, blanc pour les bandages et rouge pour le sang.

## Phares
Le style des enseignes de barbier a été repris pour distinguer certains phares, leur permettant de servir également d'amer, c'est-à-dire de repère côtier facilitant la navigation diurne. C'est notamment le cas :
- aux États-Unis : du phare du cap Hatteras en Caroline du Nord peint en 1873, celui de Saint Augustine en Floride peint en 1874, de White Shoal dans le Michigan,
- en France : du phare de Contis sur la côte landaise, peint en 1937 et du phare du plateau du Four
- en Inde : du phare de Thangasseri

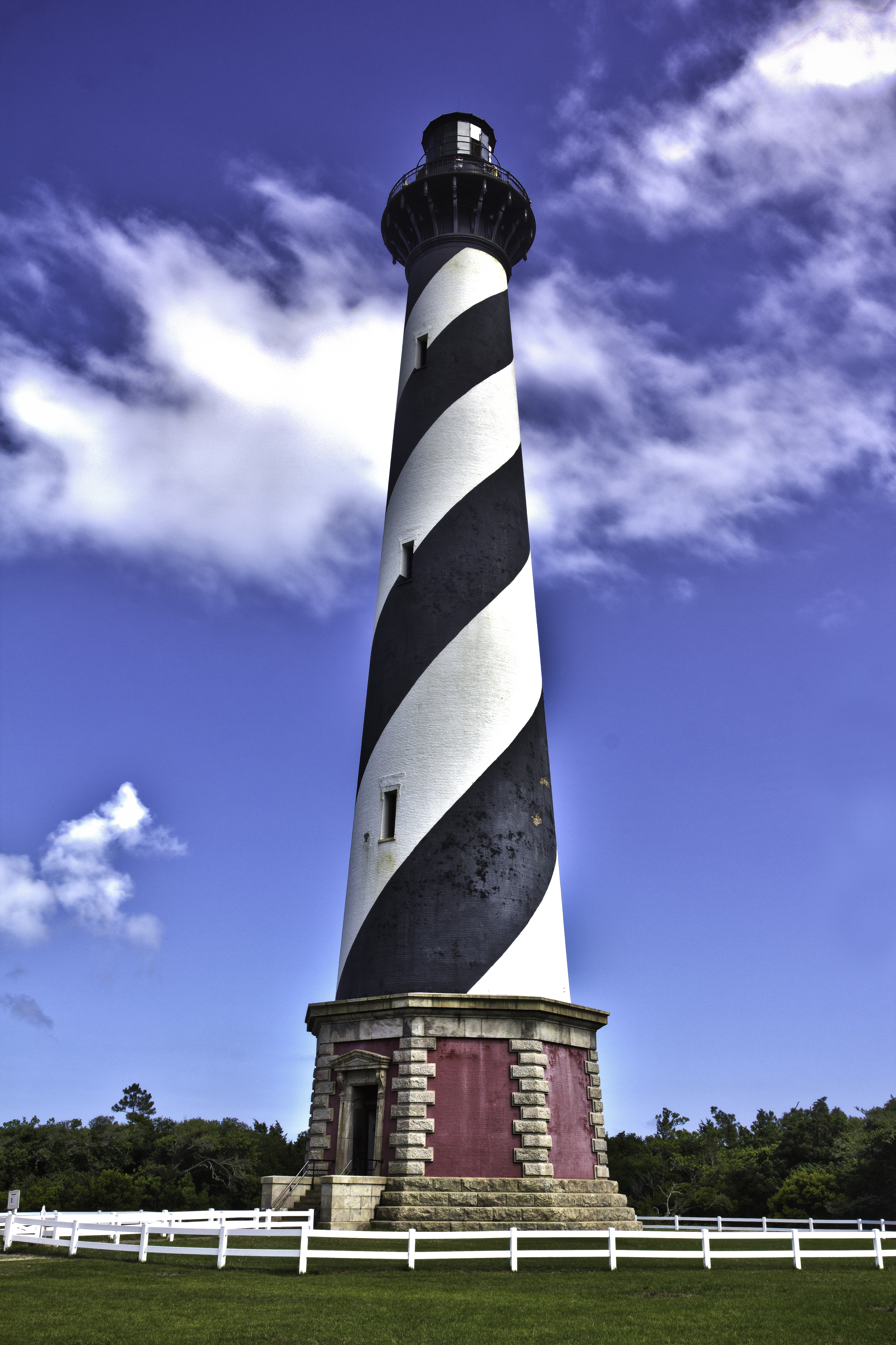
Phare du cap Hatteras
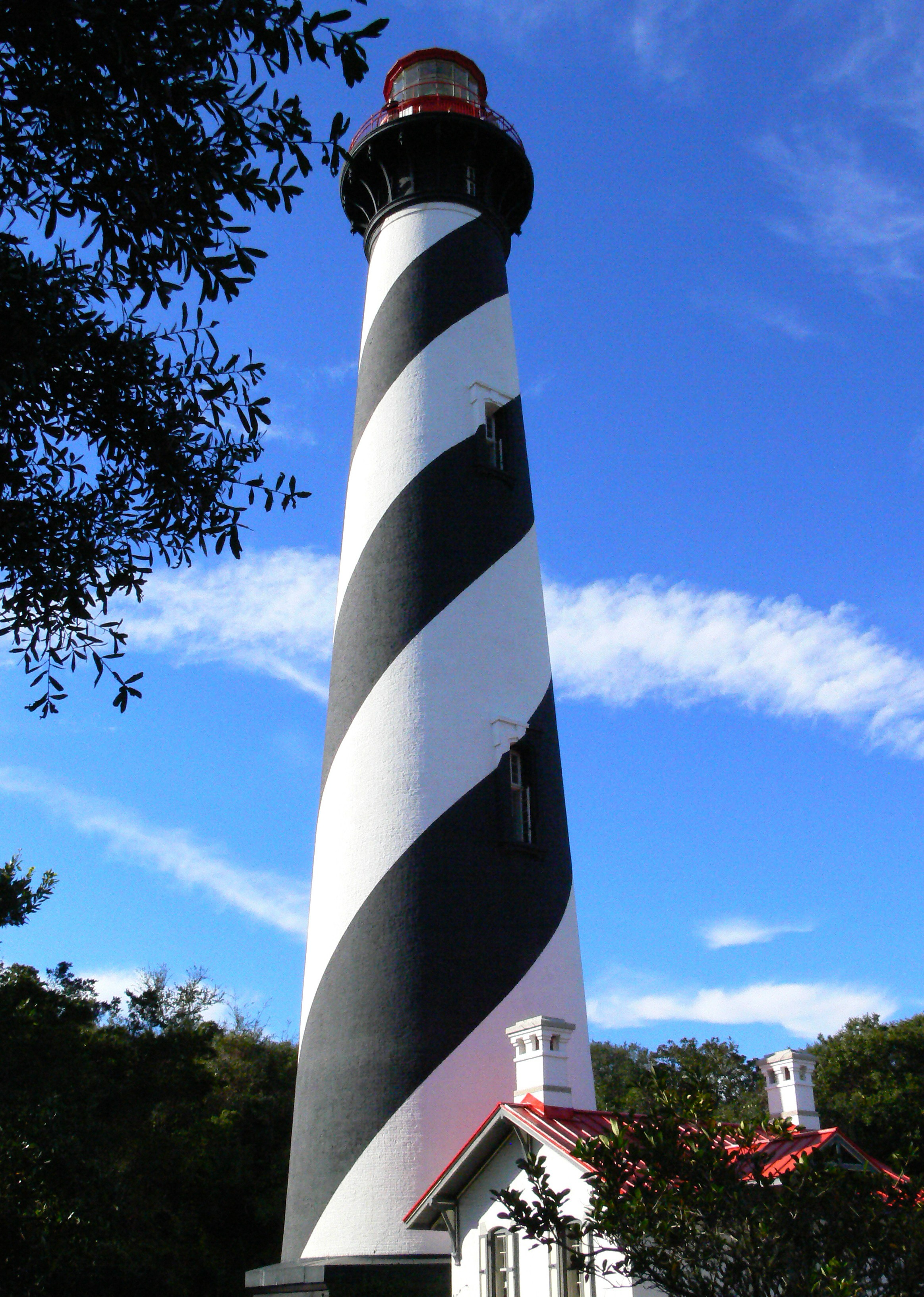
Phare de Saint Augustine
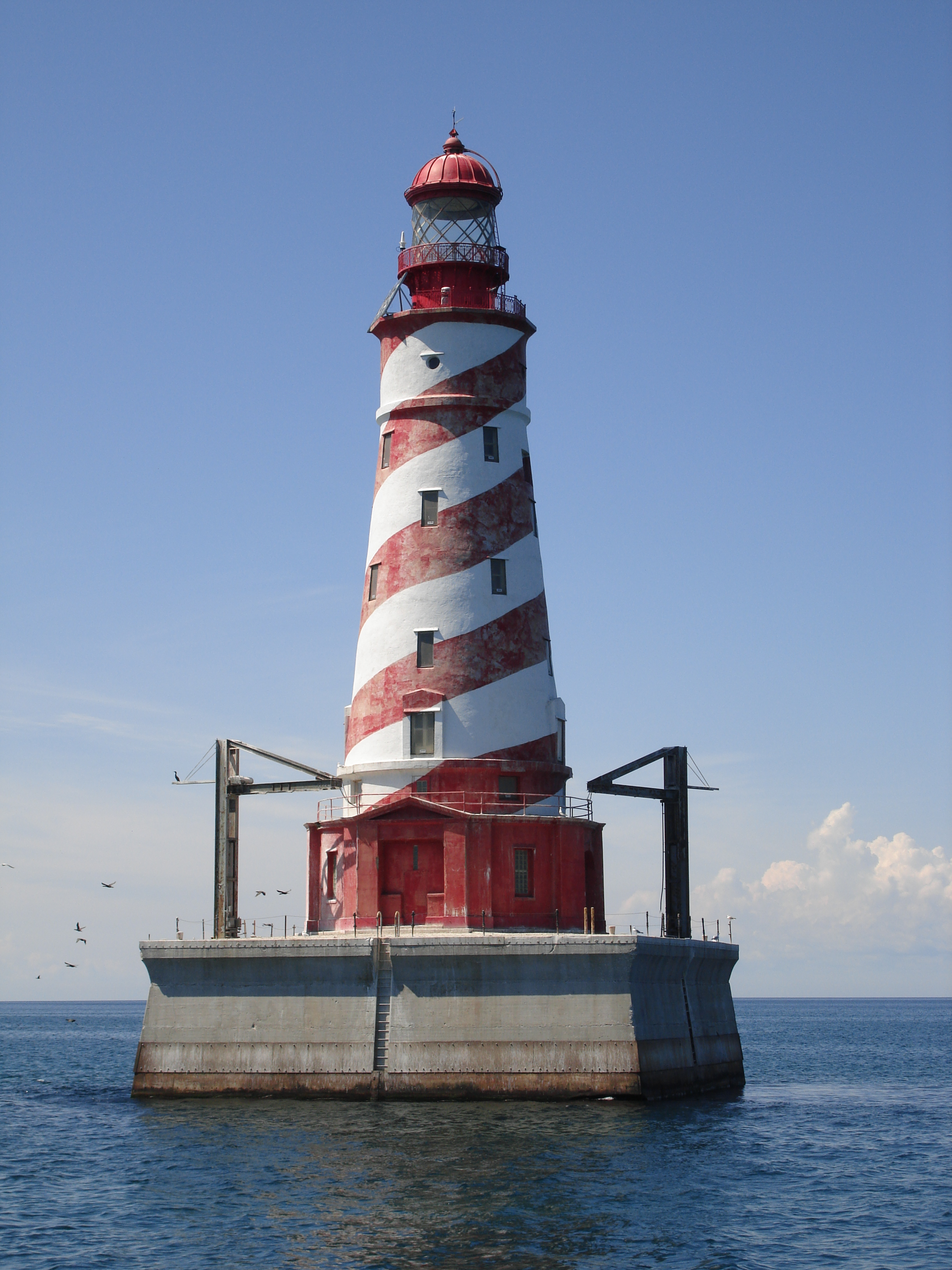
Phare de White Shoal
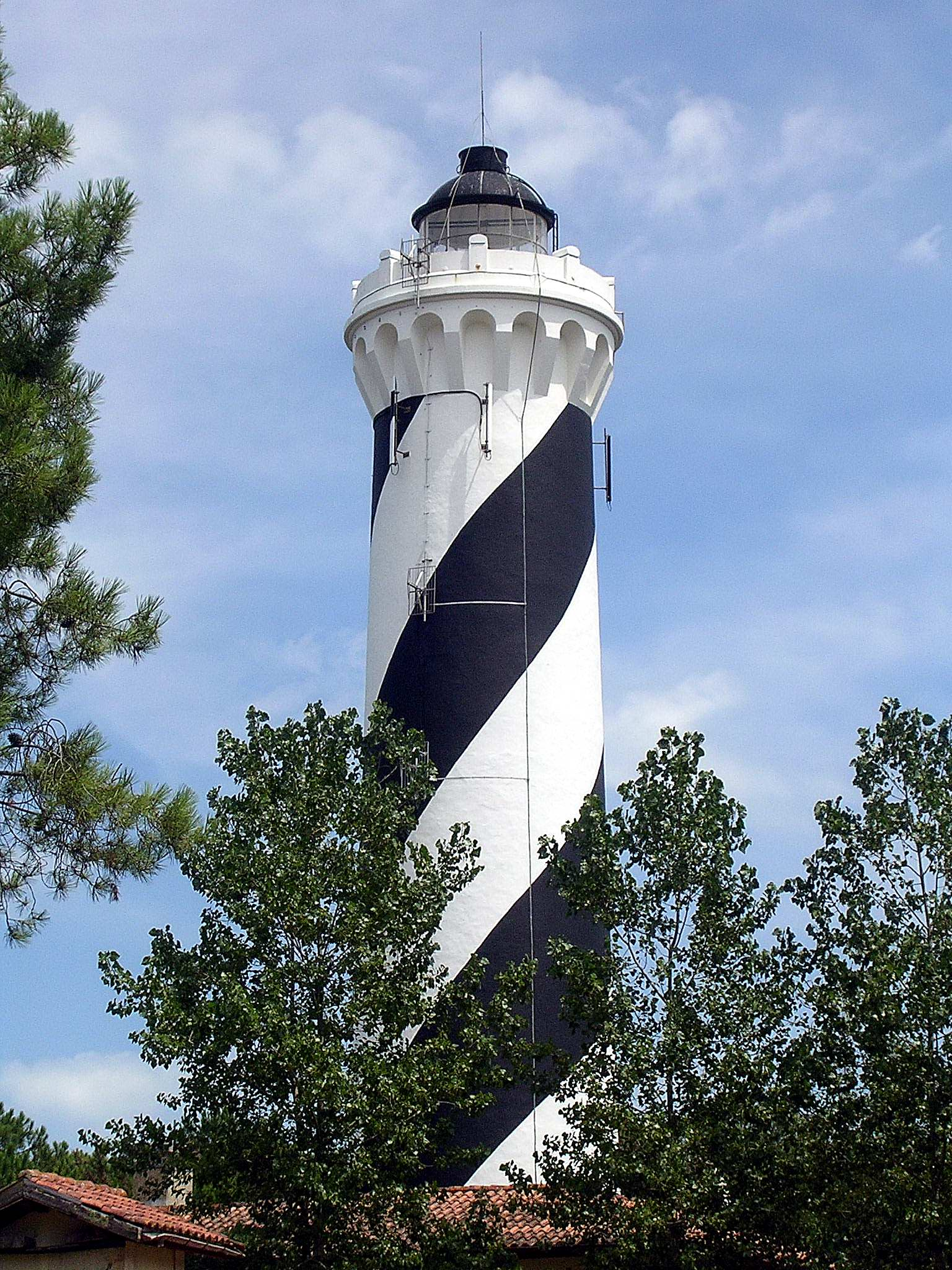
Phare de Contis
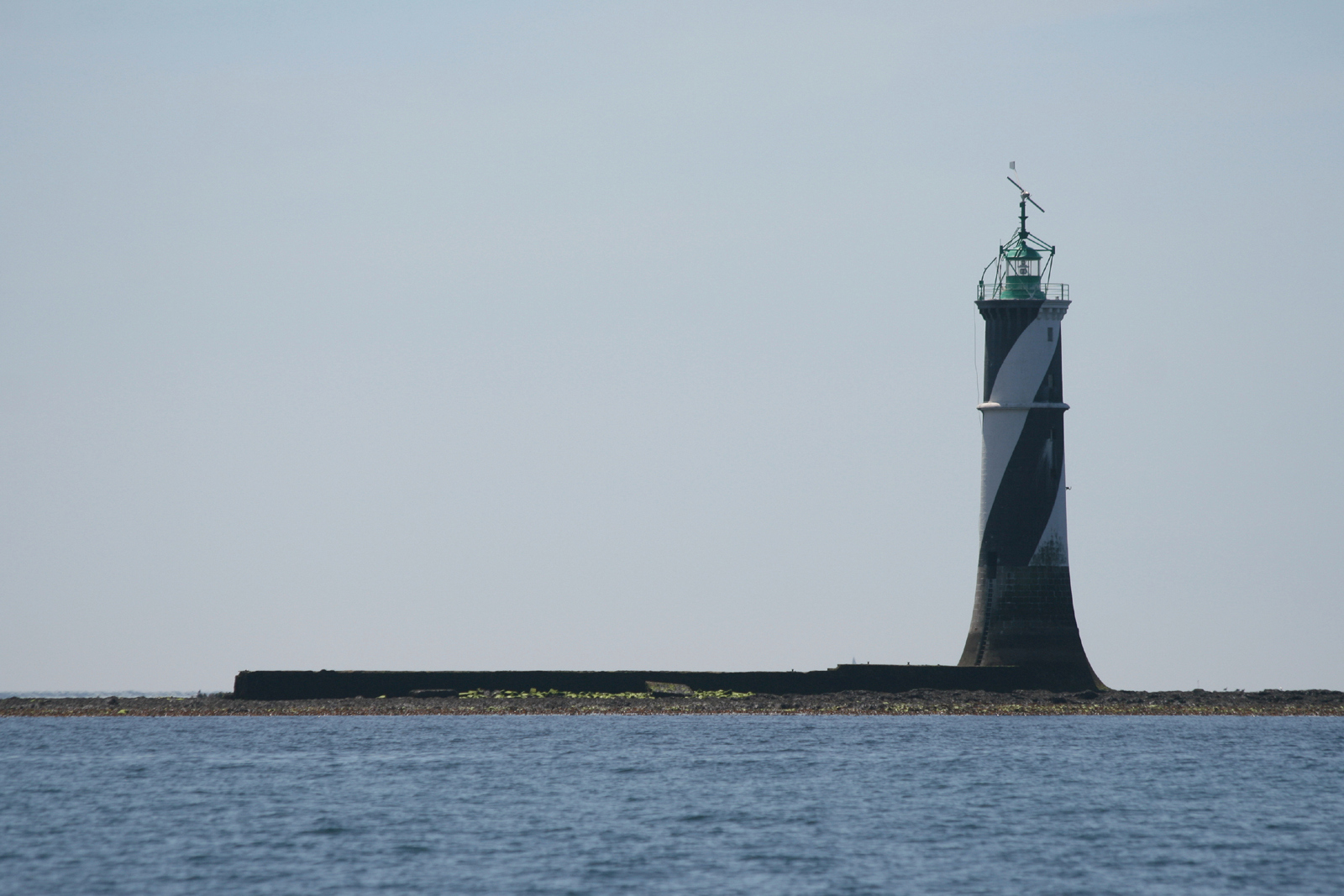
Phare du plateau du Four
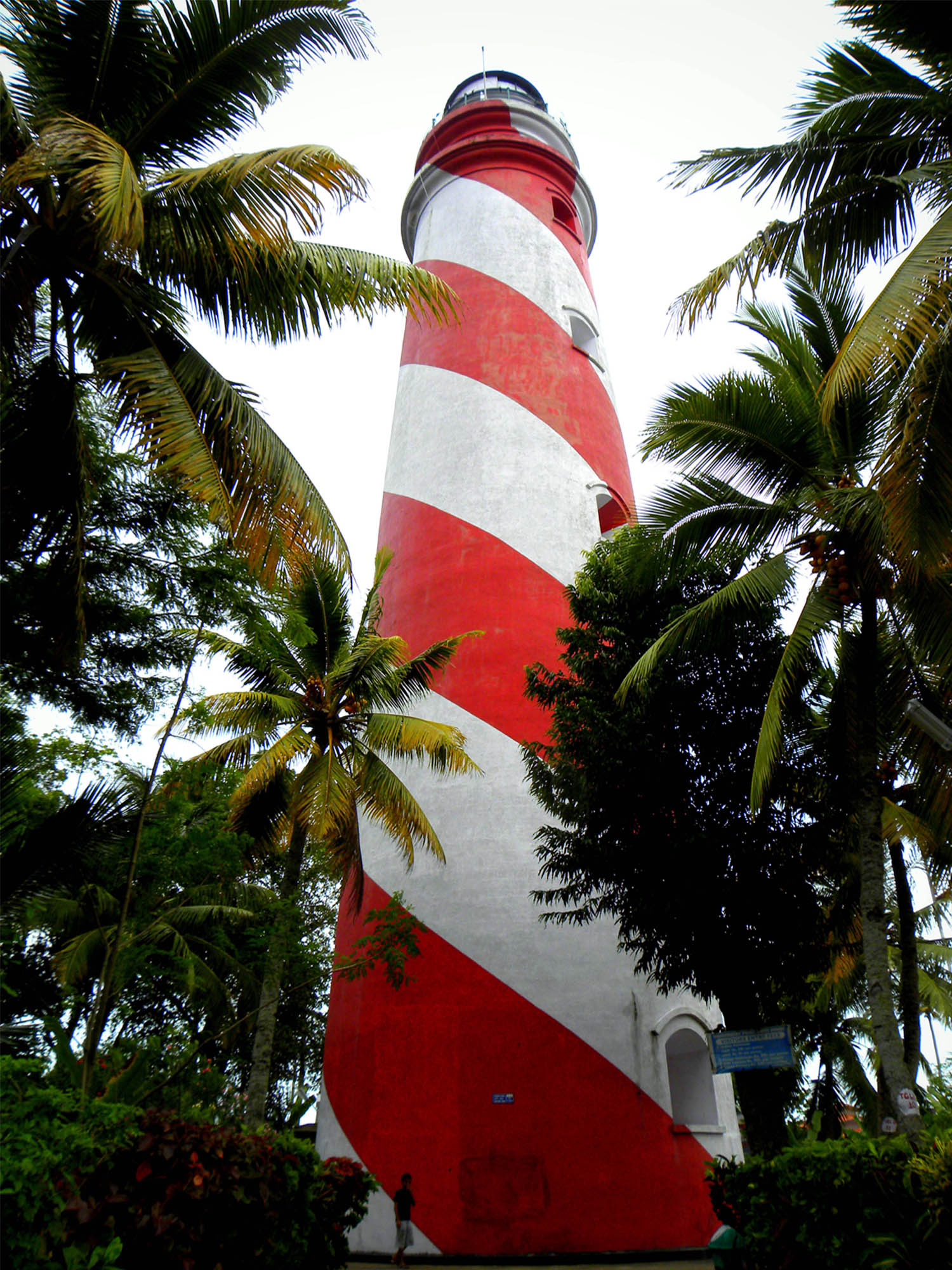
Phare de Tangasseri à Kollam ville